# 水田わさび
水田 わさび（みずた わさび、1974年8月4日 - ）は、日本の声優、舞台女優。
三重県名賀郡青山町（現・伊賀市）出身。青二プロダクション所属。
代表作は『ドラえもん（テレビ朝日版第2期）』（ドラえもん）、『お伽草子』（金太郎）、『ヒカルの碁』（フク）など。

## 略歴

### 生い立ち
幼い頃は王道のアニメに親しんでいた。小学生の頃好きだったのは『忍者ハットリくん』、『オバケのQ太郎』で、藤子不二雄アニメを皆と同じように楽しんでいたという。
声優に憧れたのは中学3年生の頃に放送されていた『ドラゴンボール』が流行っていた時で、あまりアニメを観ていなかったものの、唯一同作では部活から帰宅し塾に通うに前に食事をしながら観ており、すごく好きだったという。中でも野沢雅子や田中真弓ら声優たちの活躍していた姿を見て、とても憧れていたという。その後友人から野沢雅子の写真を見せられた時「この人が悟空の声をやってるの!? 男の子じゃないんだ！」と衝撃を受けたことから「こんなに素敵な職業があるんだ!!」と一気に声優に目覚め、中学時代の文集にも「野沢雅子さんが大好き!!」と書いた覚えがあったという。
高校卒業後は「上京して声優を目指そう」と考えていたが、親からは上京するのを猛反対されていた。しかし、神奈川県横浜市に住んでいた叔父が「僕が近くにいるから、大丈夫だよ」と助け舟を出してくれた。「4年の間に何もつかめなかったら諦める」と親と約束し、三重県立名張桔梗丘高等学校（現・三重県立名張青峰高等学校）卒業後、三重から上京。

### キャリア
劇団すごろくの芝居を観に行き、その芝居の打ち上げの居酒屋では「今日の芝居はどうだった?」から始まり、「アルバイトは何してる?劇団に入ったら維持費は払えるの?大道具、衣装など裏方の仕事は何ができる?歌は好きなの?着物は着られるの?」と色々なことを聞かれていた。そんな面接をクリアして、劇団すごろくに入団し舞台女優として活動。
当初は裏方のスタッフとして働いていた。劇団に入団後、しばらくは裏方をしていたが、ある事情で役を降板した先輩の代役で女郎役を演じ、役者デビュー。その時は色が白かったことと、「この子は毎日来ているから、役者の動きがわかるんじゃないの？」と思ってくれたかもしれないという。ただし、このことがなかったらずっと裏方だったかもしれないため、このことは大きな転機だった。
初舞台が決まり、本番までの時間も少なかったため、「とにかくやらなきゃ」という感じで稽古に入った。女郎役だったこともあり、相手役の役者に胸元に手を入れられたりするシーンもあり、当時まだ20歳くらいだったことから、稽古の時は恥ずかしく「ヤダな～」と思っていた。本番の舞台に上がって照明を浴びると、まったく恥ずかしさがなくなり、「楽しい!!」、「一つの役を演じるって、こんなに気持ち良いことなんだ」と思うようになった。そのうちスタッフたちから「お前、胸見えちゃうぞ!!」と注意されるくらい、どんどん大胆に演じるようになっていった。
初舞台で芝居の楽しさを知り、その後も裏方をやりつつ役者として舞台に立つようになった。自分の劇団だけではなく、よその劇団の仕込みを手伝いに行き、その劇団の芝居を無料で「毎日のように無理用で芝居を見られて、ラッキー!!」と見せてもらったりもしていた。その頃は芝居が面白く、どんどん芝居にのめりこんでいったという。
劇団の舞台に立っていた時に、偶々客席にたてかべ和也がおり、水田に声を掛けてくれた。その時の水田は顔を茶色に塗って馬役を演じていたため、最初は名前も覚えてもらえず、「馬」と呼ばれており、飲み会の席でも「馬、酒注げ」と言われていた。ある時「太った男の子役のオーディションがあるから、受けてみない?」と言われてアニメのオーディションを受けさせてもらえることになり、「オーディションは落ちるものだから」と言われつつ受けていた。その時に下手さか素人さかが逆に幸いして役に合ったため、オーディションに合格。1996年、『トイレの花子さん』の上岡山大介役で声優活動を開始。
声の仕事は無知だったことから、当初は戸惑っていた。「上手になったら困る。そのままのあなたで」ということで台本のみ渡されて、家でリハーサルもせずに現場に行っていた。「とにかく、スタジオに無事辿り着くことができるか?」が不安だった。マイクの前で芝居することは「難しいんだな～」と思っていたという。運よく緒方賢一と同じ現場だったため、「こうすればいいから」と全部教えてもらったという。現場に恵まれており、先輩から教えてもらいながら一つひとつ仕事を覚えていった。声優養成所には行っていなかったが、その代わりに現場で先輩から直接教わることができたのはラッキーだったと語る。
現場が終わり飲みに連れて行ってもらった時も、先輩から「わさちゃんは(支払いは)いいから」とよく奢られた。ある時、長尺の外画の仕事があり、共演者と張り切り昼飯を食べに行ったが、財布を開けたところほとんどお金がなかったことがあった。その時は「やばい!なんでご飯食べに来ちゃったんだろう?」と焦っていたが、その時も先輩に「いいよ。今日はみんなで水田さんの分、払おう」とお世話になったという。
以降、高く個性的な声を生かして、『ヒカルの碁』や『とっとこハム太郎シリーズ』などに出演した。
新人の頃はアルバイト、劇団、声の仕事の3足のわらじを履いていたが、子供の出産後は、アルバイト、劇団、声の仕事、育児の4足のわらじを履くようになり、出産後に「もういいや」と落ち着いてしまった。ただし、事務所からの電話を待つだけだったら、2014年時点の水田はいなかったかもしれず、出産後も仕事をしたい気持ちはあった。「自分は結婚して子供を産むために東京に来たわけじゃない」と思っていたため、「やっぱり仕事をしよう」と思った。
以前はぷろだくしょんバオバブ、賢プロダクションに所属していた。
2005年から大山のぶ代に代わりドラえもんの声を担当。

### 現在まで
2010年（平成22年）に第4回声優アワードキッズファミリー賞を受賞。

## 人物
「わさび」という芸名を命名したのは劇団すごろくの当時の座長であった緒方賢一。
舞台役者としては劇団すごろく→演劇部隊チャッターギャングで活動。演劇部隊チャッターギャング時代は、家事に子育て、アルバイトなどと忙しい生活を送っていた。長女を出産後も舞台をしていた。KOYA-MAPの舞台『喝采』で久しぶりに舞台活動を行う。
東京声優アカデミーで講師を務め、後輩育成にも力を注いでいる。

### 特色
声種はメゾソプラノ、ハスキー。方言は関西弁。
主に少年役を演じるが、女の子、女性、動物も演じることもある。

### 趣味・嗜好
資格・免許は普通自動車免許（AT車限定）。趣味は野球観戦、邦楽ロック。特技は歌唱。

#### 野球について
父親が広島県出身である影響もあって、広島東洋カープのファン。また、『週刊ベースボール』2007年（平成19年）4月2日号の「こだわり野球熱伝」のコーナーでは、その熱烈ぶりを語っている。なお、中学生時代と高校生時代の部活は共にソフトボール部で、中学では外野手、高校では内野手だった。

### 交友・対人関係
演劇部隊チャッターギャングの隊長の小野健一とは水田が独身の頃、劇団すごろく時代から芝居のこと、人間関係のこと、業界のこと、舞台のこと、日常から演技指導まで沢山、影響を受けていたほどお世話になっているという。
同じ事務所に所属していた生天目仁美とは誕生日が一緒で、以前、『武装錬金』で共演してから空き時間に一緒に飯に行ったりするようになったという。

### 家族
母親は農業協同組合の職員、父親は農業高等学校の講師、祖父母が農作業を担っていた兼業農家であった。
既婚者で、2人の娘がいる。ブログ内での家族の呼称は夫が「わさ夫」、長女が「子わさ」（劇団仲間が命名）、次女が「わさ子」（ファンからのコメントをもとに水田本人が命名）。母親になり、仕事にも良い影響があり、子供は本を読む時、大人にはできない、独特の節回しがあるため、水田の子供を見て「子供の役が来たときには、こうしよう」と研究していたという。

### ドラえもん関連
2005年、テレビ朝日系列のアニメ『ドラえもん（テレビ朝日版第2期）』で、大山のぶ代に代わり主人公のドラえもん役に抜擢される。師匠である先代ジャイアン役のたてかべ和也に声をかけられ応募したオーディションでつかんだ初の大役で、内定の瞬間、感極まって号泣したという。
当時は知らない間にオーディションを受けており、ある時1人だけスタジオに呼ばれて、『ドラえもん』の台本のコピーを渡されて、「ちょっと、これ読んでみてくれる?」と言われた。リニューアル前の『ドラえもん』でも、男の子A、B役で出演していたため、「何かあったときのためにやっとくのかな？」くらいの軽い感覚で行っていた。それが『ドラえもん』の最初のオーディションで、後日、あれがオーディションだったと知らされて「もっとちゃんとやれば良かった～」と思ったくらいだった。オーディションでの収録時はひとりぼっちで、「スタッフさんもどこにいるの？」という感じで、ボイスサンプルを録るよりも質素な雰囲気だった。しかしそのためかリラックスできたといい、モノマネではなく自分の声でやることができたが、もし気張ってやっていたら、大山のぶ代のモノマネになっていたかもしれないという。
オーディションは何回か受けており、同じテレビ朝日で放送されていた『あたしンち』の収録の日に、「30分くらい早めにスタジオに入ってくれる？」と言われて行ったところ「もう一回、ドラえもんの声、やってくれる？」と言われ2次オーディションを受けた。その後3次、4次と進み、掛け合いの芝居もするようになり、最終オーディションに呼ばれて、芝居をして面接を受けていた。待合室で待っていたところ、ほかに受けていた声優が1人ずつ呼ばれて、水田だけ残されて「受かった人は、別の部屋に行ってるのか。早く帰りたいな」「『お疲れさまでした』と帰される」と思っていた。その時に扉が開いて、そこにカメラがあり「あなたです!!」と結果報告が出て、その画が夕方のニュースで流れていた。その時のオーディションの結果については、ドッキリカメラのような感じだったという。
後で聞いたところ、このオーディションも舞台がきっかけで、『ドラえもん』の監督が、「劇団すごろくに変な女の子がいたよね?あの子の声、聞いておきたいから」と呼んでくれたという。監督も「君が残るとは思ってなかった」と言っていたが、水田自身も驚いていたという。
このドラえもんは番組が公式に「わさドラ」と呼称している。たてかべや大山らとは一緒に録ってはいないが、リニューアル前の『ドラえもん』においても「赤ちゃんほんやく機」での赤ちゃんなど、幾度にわたってゲストキャラクターの声を演じており、作品上での共演はあった。また、大山がドラえもんを演じた26年間で一度も声をあてることがなかった「耳のある黄色いドラえもん」にも声をあてている。
ドラえもんの役が決まった直後は、あまりプレッシャーを感じることはなかった。藤子・F・不二雄の原作45巻と『ドラえもん』関係の書物をたくさん読み、『ドラえもん』関連の取材に答えられなくてはいけないため、勉強する必要があった。玩具やCMなどのドラえもんの声も全部収録し直さなくていけず、あまりにも作業が多く、それに追われてプレッシャーを感じている間がなかった。
リニューアル当初（水田がドラえもん役を引き継いだ2005年頃）は深く根付いた大山が演じるドラえもんからの急な転換に視聴者が戸惑い、自身へのバッシングを耳にしたことがあったという。また、テレビでOAが始まっても、あまり実感が湧かなかったが、当時は「（ドラえもんを）クビになるかも」、「とりあえず半年続ければいいや。半年でクビになったら、それはそれで向いてなかったんだと思おう」と思っていた。のび太役の大原めぐみ、しずか役のかかずゆみ、スネ夫役の関智一、ジャイアン役の木村昴とは「25年間続いた番組だから、多分いっぱい叩かれるよ。半年続けられたらいいよね」と話していた。その後、水田が演じる映画ドラえもんシリーズ第1作『のび太の恐竜2006』（2006年）の制作が決まり「ドラえもんを続けさせてもらえるんだ」、「よし!!私、ドラえもんをやらせてもらえているんだ」と安堵したという。このことから自身の思い出の映画シリーズに『のび太の恐竜2006』をあげている。
それまでは「私はいつクビになるんだろう？」と怯える日々が結構あり、アフレコ現場は皆は温かかったが、時々背広を着てた偉いプロデューサーに色々注意をされていた。ハッパをかけられると現場がピリっとして、水田も「はい、頑張ります!!」と答えていた。藤子・F・不二雄の原作を読み返したり、CDで藤子・F・不二雄の話を聞いたりして、新たな気持ちで取り組むことができた。
『ドラえもん』の現場を通して、5人で泣いた日もあり、色々な困難を乗り越えてきていたため、キャスト5人の絆は非常に強くなった。表向きは主演の水田が座長だが、関智一が真の座長で裏ボスであるといい、迷ったりつまずいたりしていると、必ず関が電話を掛けてきて「わさドラだったら、こうするんじゃない?」と適格なアドバイスを貰っていた。関とはつき合いも古く、『ドラえもん』でも共演しているのは、水田にとっては心強い限りで、ときどき「関さんじゃなかったら、私は誰を頼ってたんだろう？」と思ってしまうくらいだったという。
『ドラえもん』を子供と一緒に観ていたところ、「子供って、こういう描写が好きなんだ」と一番リアルに視聴者の反応を見られており、その辺は助けられているという。
2015年に映画『ドラえもん』シリーズの35周年を記念して開催された『ドラえもん映画祭2015』のトークショーでのび太役の大原と共に出席。サプライズで登場した先代のび太役の小原乃梨子と先代しずか役の野村道子に先述した自身へのバッシングに悩んでいたことを打ち明けると、小原から「10年続けたら本物ね！10年はかかるわよ！」「次の世代から次の世代へと、作品を大事にして残していったら素晴らしい。あなたたちの力はすごいのよ」と励まされ、水田と大原は涙した。
リニューアルから年月が過ぎるにつれ、少しずつ水田が演じるドラえもんが定着し、現代の子どもたちを中心に「ドラえもん（の声）＝水田わさび」となっている。2019年にアニメ放送40周年、2020年にリニューアル15周年そして原作50周年を迎え、ドラえもんの声を演じ続けている。

## 出演
太字はメインキャラクター。

### テレビアニメ
1996年
- みどりのマキバオー（悪ガキ）
- わんころべえ（よこづなちゃん）

1997年
- 忍ペンまん丸（モグラ）
- バトルアスリーテス大運動会
- はれときどきぶた（1997年 - 1998年、おにぎり山、おにぎり山の両親 他）

1998年
- アキハバラ電脳組（ビリケン、店員、女の子C）
- カウボーイビバップ（少年）
- スーパードール★リカちゃん（蕗谷トモノリ〈2代目〉、店員）
- たこやきマントマン（1998年 - 1999年、たこやきグリーン）
- ねこぢる劇場（ぶ太郎の母、にゃすお、子供のモグラ）
- YAT安心!宇宙旅行（ニコ）

1999年
- アークザラッド（ポコ）
- 魔法使いTai!（チカ）
- 未来少年コナンII タイガアドベンチャー（ゴシュ）

2000年
- 金田一少年の事件簿（黒木田紅子）
- クレヨンしんちゃん（2000年 - 2001年、ひとし、園児A、本田ひとし〈代役〉）
- ドラえもん（テレビ朝日版第1期）（2000年 - 2002年、キッキー、少年、赤ちゃん、女の人C 他）
- ニャニがニャンだー ニャンダーかめん（モグタロー）
- 忍たま乱太郎（2000年 - 2024年、カメ子、ドクたま、忍たま）
- BRIGADOON まりんとメラン（少年）
- へろへろくん（パブパブ、クレクレ、チョロチョロ、ハラハラ、ゴーゴー、メラメラ）
- 闇の末裔（倶生神・弟、女生徒、看護婦B、生徒B、女性A）
- 真・女神転生デビチル（ニスロク、スザク）

2001年
- 激闘!クラッシュギアTURBO（相田チョータ）
- 地球防衛家族（ヘン、マサオ）
- 爆転シュート ベイブレード シリーズ（2001年 - 2003年、少年B、子供B、ボリス、デニー） - 3シリーズ
- ヒカルの碁（2001年 - 2003年、フク / 福井雄太）

2002年
- あたしンち（2002年 - 2009年、川島）
- ふぉうちゅんドッグす（ゼンジー）
- わがまま☆フェアリー ミルモでポン!（2002年 - 2005年、フィア、ケパパ、タコス） - 4シリーズ

2003年
- おもいっきり科学アドベンチャー そーなんだ!（バドバド）
- とっとこハム太郎（たいほくん）
- フルメタル・パニック? ふもっふ（量産型ボン太くん）
- 魔獣戦線 THE APOCALYPSE（ゴン）
- onちゃん夢パワー大冒険!（博士）

2004年
- おじゃる丸（愛おばあちゃん）
- お伽草子（金太郎）
- 陰陽大戦記（シノノメ）
- それいけ!ズッコケ三人組（奥田タエ子）
- デュエル・マスターズ チャージ（アッシュ）
- MONSTER（子供B）

2005年
- 格闘美神 武龍（2005年 - 2006年、八木めぐみ） - 2シリーズ
- こてんこてんこ（ねこうもり）
- 金色のガッシュベル!!（マジロウ）
- ドラえもん（テレビ朝日版第2期）（2005年 - 、ドラえもん）
- ふたりはプリキュア Max Heart（子ヤギ）

2006年
- ケロロ軍曹（子供）
- 武装錬金（エンゼル御前）
- ぷるるんっ!しずくちゃん（2006年 - 2007年、あじさいさん） - 2シリーズ

2007年
- 精霊の守り人（コヒョイ）
- 流星のロックマン（2007年 - 2008年、挟見千代吉、キャンサー・バブル）　- 2シリーズ
- ロビーとケロビー（ケロクロー、オペレーター2）

2008年
- Yes!プリキュア5GoGo!（2008年 - 2009年、メルポ）
- カイバ（ひょーひょー、バボ）
- MAJOR 4th season（勝義）

2009年
- たまごっち!（2009年 - 2015年、うわさっち） - 2シリーズ

2010年
- ポケットモンスター ベストウイッシュ（2010年 - 2013年、サトシのポカブ→チャオブー、オババ様、ゴチルゼル、オメガ、少年時代のバージル 他） - 2シリーズ

2011年
- 47都道府犬（三重犬）

2014年
- すすめ!キッチン戦隊クックルン（ワサビ）

2015年
- 新あたしンち（2015年 - 2016年、川島）

2016年
- ONE PIECE 〜ハートオブゴールド〜（エリザベス）

2017年
- ONE PIECE（2017年 - 2024年、シャーロット・アマンド、つる〈2代目〉）

2020年
- けだまのゴンじろー（ピーいちろー）
- のりものまん モービルランドのカークン（2020年 - 2022年、ダストン、子供、フリル）
- アサティール 未来の昔ばなし（サーエル）
- 富豪刑事 Balance:UNLIMITED（桃子）

2021年
- ちびまる子ちゃん（おばあさん）
- おとなの防具屋さんII（健全さんA、健全さんたち、健全さんD、健全さんB、語り手）
- デジモンアドベンチャー:（アタマデカチモン）

2022年
- デジモンゴーストゲーム（ベツモン〈偽ジェリーモン〉）
- ポケットモンスター（チャオブー）

2024年
- 逃走中 グレートミッション（ミミックリー）

2025年
- ぷにるはかわいいスライム（スラモン）

### 劇場アニメ
- トイレの花子さん（1996年、上岡山大介）
- アキハバラ電脳組2011年の夏休み（1999年、ビリケン）
- スーパードール★リカちゃん リカちゃん絶体絶命!ドールナイツの奇跡（1999年、蕗谷トモノリ）
- 映画ドラえもん シリーズ（2006年 - 2025年、ドラえもん） - 21作品[一覧 4]
- 映画 Yes!プリキュア5GoGo! お菓子の国のハッピーバースディ♪（2008年、メルポ[55]）
- ONE PIECE FILM STRONG WORLD（2009年、シャオ）
- ポケットモンスター シリーズ（2011年 - 2013年、ポカブ、チャオブー） - 3作品[一覧 5]

### OVA
- 永久家族（1997年、マイケル）
- それいけ!アンパンマン おうたとてあそびたのしいね  VOL.1（2000年、水色おんぷまん）
- おジャ魔女どれみナ・イ・ショ（2004年、ジョエル）
- 東京大学物語（2004年、花乃屋基）
- なっとうボーイ（2007年、なっとうボーイ）
- やなせたかしメルヘン劇場 てんしのぐらたん（2008年、どたこ）
- ピカチュウのサマー・ブリッジ・ストーリー（2011年、ポカブ）

### Webアニメ
- 桃色のクレヨン（2009年、沙希）
- 美少女戦士セーラームーンCrystal（2015年、ベッツ）
- 40周年だよ!! コロコロオールスター小学校（2017年、ドラえもん）
- あたしンちNEXT（2024年、川島）

### ゲーム
1999年
- ぷよぷよ〜ん（パノッティ）

2000年
- ポポロクロイス物語II（ボクシー）

2001年
- 風のクロノア2 〜世界が望んだ忘れもの〜（ポプカ）

2002年
- ヒカルの碁 シリーズ（2002年 - 2003年、福井雄太 他） - 4作品

2004年
- 幻想水滸伝IV（チャンポ）

2005年
- ポポロクロイス物語 ピエトロ王子の冒険（ボクシー）
- Rhapsodia（チャンポ）
- わがまま☆フェアリー ミルモでポン! どきどきメモリアルパニック

2006年
- 格闘美神 武龍（八木めぐみ）
- ドラえもん シリーズ（2006年 - 2022年、ドラえもん） - 14作品

2007年
- みんなのGOLFポータブル2（ジャック）

2010年代
- ポケパーク2 〜Beyond the World〜（2011年）
- グランブルーファンタジー（2015年 - 2023年、フュンフ、ドラえもん）
- ワールドチェイン（2016年、シマトラ）
- 太鼓の達人 セッションでドドンがドン！（2017年、ドラえもん）

2020年代
- ファンタジア・リビルド（2020年、F小隊配備型ボン太くん）
- ぷよぷよ!!クエスト（2022年、ドラえもん）

### 特撮
- 鉄甲機ミカヅキ（ケチョンパの声）

### 吹き替え

#### 映画
- エーミールと探偵たち
- カーミットのどろんこ大冒険（ピルグリム〈クリー・サマー〉）
- くるみ割り人形（くるみ割り人形〈シャーリー・ヘンダーソン〉）
- SIN - 凶気の果て - （キャシー〈ケリー・ワシントン〉[63]）
- スズメバチ（ナディア〈アニシア・ユゼイマン〉）※ビデオ版
- 羊たちの沈黙（キャサリン〈ブルック・スミス〉）※DVD版
- フェイス/オフ（ワンダ〈マーガレット・チョー〉）※フジテレビ版
- 僕が9歳だったころ（ヨミン〈キム・ソク〉）
- ライラの冒険 黄金の羅針盤（パンタライモン〈フレディ・ハイモア〉）※テレビ朝日版
- リッチー・リッチ シーズン2

#### ドラマ
- I Love オリバー（ジョイス）
- サブリナ〜永遠の友達〜（ニコール）
- スタートレック:ヴォイジャー（アンドリュー・キム）
- ミステリー・グースバンプス（ティナ〈ジュリア・チャントリ〉）ー※NHK版

#### アニメ
- アンジェリーナはバレリーナ（アリス）
- インベーダー・ジム（ガー）
- おもちゃの国を救え!（スキャット）
- ザ・リプレイス 大人とりかえ作戦（トッド・ディアリング）
- ジンジャーの青春日記（カール）
- ターザン（若い頃のタントー）
- Doraemon（ドラえもん[64]）
- パウ・パトロール ザ・マイティ・ムービー（ニャンパトロール[65]）
- フィリックスのクリスマスを救え!（ポインディクスター）
- プチバンピ（マイケル[66]）
- ヘラクレス（子供）
- マジック・スクール・バス（ティム）
- 劇場版ムーミン パペット・アニメーション〜ムーミン谷の夏まつり〜（ミイ）
- リセス 〜ぼくらの休み時間〜
- お助けキッズ！セイブアムス　(カスタード)

### ナレーション
- 衛星アニメ劇場（NHK：2009年4月 - 2011年3月、いわし君の声）
- ドラえもんのひみつ道具がホンモノになった!?スペシャル（テレビ朝日、2010年7月3日）
- ジョブチューン アノ職業のヒミツぶっちゃけます!（TBS、2013年2月 - 、エビスさんの声）
- ドラえもん知識王No.1決定戦スペシャル（テレビ朝日、2014年8月1日）
- 正直女子さんぽ（フジテレビ、2015年4月 - 2016年3月）
- モシモノふたり〜タレントが“おためし同居生活”してみました〜（フジテレビ、2016年4月 - ）
- 神ってる!有吉大明神〜神ってるあれの理由を大公開!（TBS、2017年2月）
- テレメンタリー2019「はしりたい 〜難病A-Tと向き合う母子（おやこ）の絆〜」（テレビ朝日・青森朝日放送制作、2019年2月24日）
- ラヴィット!（TBS、2021年3月29日 - ）[67]

### CM
- ギフトショップ丸久（長崎県ローカル）
- WeKey TOYAMA
- ルナルナ（ウサギの声）

下記は全てドラえもんの声で出演
- アートコーポレーション（大山から引継ぎ）
- ファミリーレストランチェーン・ココス（大山から引継ぎ）
- トヨタ自動車「ReBORN」
- ドラネット/ドラゼミ（大山から引継ぎ）
- ほっともっと「ドラえもんランチ」
- 朝日新聞社「しつもん!ドラえもん」
- TOKAI「うるのん」
- NTT西日本「フレッツ」
- はるやま商事
- ティファール「クックフォーミー」
- Yahoo! JAPAN
- 三協立山
- マイナビ[68]
- ダンロップ[69]
- ロート製薬「ケアセラ」[70]
- ユニ・チャーム「マミー・ポコ」
- 日清オイリオグループ「日清やみつきオイル」

### テレビ番組
- お願い!ランキング GOLD ヤング声優VSアダルト声優 プロが選ぶ!本当にスゴい声優ランキング!!（テレビ朝日系列、2011年11月12日）
- 関ジャニの仕分け∞ 関ジャニ仕分けVS人気声優SP（テレビ朝日系列、2011年12月3日）
- 激レアさんを連れてきた。（テレビ朝日系列、2019年9月21日）

以下は全てドラえもんの声で出演
- グッド!モーニング（テレビ朝日、2019年9月30日 - 、時報）
- スーパーJチャンネル（テレビ朝日、2019年9月30日 - 、633天気）

### テレビドラマ
- GO HOME〜警視庁身元不明人相談室〜 第2話（2024年7月20日、日本テレビ） - 主婦 役[71]

### ラジオ
- よ・み・き・か・せ（2013年12月12日放送、ナレーション）
- 星野源のオールナイトニッポン（2018年2月27日）

### CD
- ドラマCD JINKI:EXTEND 竜神島レミングス（アルマジロウ）
- ドラマCD 王子さまLV1 BL盤（子分）
- 夢をかなえてドラえもん（セリフ部分）
- 踊れ!どれ・ドラ・ドラえもん音頭
- 最終神話戦争イデアオペラ シリーズ（もんちゃん）
  - 最終神話戦争イデアオペラ オリジナルドラマCD 第1章 罅割れたミュトス
  - 最終神話戦争イデアオペラ オリジナルドラマCD 第2章 彷徨う冥界の扉
  - 最終神話戦争イデアオペラ オリジナルドラマCD 第3章 輝ける悠遠の女神

### その他のコンテンツ
- MAZDA Zoom-Zoom スタジアム広島の広島東洋カープ主催試合で流れる「それ行けカープ」のリレー歌唱映像（2014年 - ）
- 矢場とんオリジナルアニメ「大須のぶーちゃん」（2019年10月 - 、安藤くん[72]、メイドさんA[73]）
- 戦争は女の顔をしていない コミックス2巻発売記念PV（2020年、アフメートワ二等兵）

下記は全てドラえもんの声で出演
- 北海道旅客鉄道（JR北海道）車内放送 - 臨時特急「ドラえもん海底列車」（2005年 - 2006年）。吉岡海底駅の「ドラえもん海底ワールド」開催時に担当。
- Fキャラオールスターズ大集合 ドラえもん&パーマン 危機一髪!?
- 21エモン&ドラえもん ようこそ!ホテルつづれ屋へ
- すすめロボケット&ドラえもん 決戦!雲の上の竜巻城
- ドラえもん&チンプイ エリ様 愛のプレゼント大作戦
- ドラえもん&キテレツ大百科「コロ助のはじめてのおつかい」
- ポコニャン&ドラえもん「ポンポコニャンでここほれニャンニャン!?」
- ウメ星デンカ&ドラえもん「パンパロパンのスッパッパ!」
- ドラえもん&Fキャラオールスターズ 『月面レースで大ピンチ!?』[74]
- ドラえもん&Fキャラオールスターズ すこしふしぎ超特急[75]
- ドラえもん&SF短編 宇宙（そら）からのオトシダマ
- ドラえもん&Fキャラオールスターズ ゆめの町、Fランド[76]

### シリーズ一覧
1. ↑  第1期（2005年）、第2期『REBIRTH』（2006年）
2. ↑  『流星のロックマン』（2007年）、続編『流星のロックマン トライブ』（2007年 - 2008年）
3. ↑  第1期（2010年 - 2012年）、第2期（2012年 - 2013年）
4. ↑  『映画ドラえもん のび太の恐竜2006』（2006年）、『映画ドラえもん のび太の新魔界大冒険 〜7人の魔法使い〜』（2007年）、『映画ドラえもん のび太と緑の巨人伝』（2008年）、『映画ドラえもん 新・のび太の宇宙開拓史』（2009年）、『映画ドラえもん のび太の人魚大海戦』（2010年）、『映画ドラえもん 新・のび太と鉄人兵団 〜はばたけ 天使たち〜』（2011年）、『映画ドラえもん のび太と奇跡の島 〜アニマル アドベンチャー〜』（2012年）、『映画ドラえもん のび太のひみつ道具博物館』（2013年）、『映画ドラえもん 新・のび太の大魔境 〜ペコと5人の探検隊〜』（2014年）、『STAND BY ME ドラえもん』（2014年）、『映画ドラえもん のび太の宇宙英雄記』（2015年）、『映画ドラえもん 新・のび太の日本誕生』（2016年）、『映画ドラえもん のび太の南極カチコチ大冒険』（2017年）、『映画ドラえもん のび太の宝島』（2018年）、『映画ドラえもん のび太の月面探査記』（2019年）、『映画ドラえもん のび太の新恐竜』（2020年）、『STAND BY ME ドラえもん 2』（2020年）、『映画ドラえもん のび太の宇宙小戦争 2021』（2022年）、『映画ドラえもん のび太と空の理想郷』（2023年）、『映画ドラえもん のび太の地球交響楽』（2024年）、『映画ドラえもん のび太の絵世界物語』（2025年）
5. ↑  『劇場版ポケットモンスター ベストウイッシュ ビクティニと黒き英雄 ゼクロム・白き英雄 レシラム』（2011年、ポカブ）、『劇場版ポケットモンスター ベストウイッシュ キュレムVS聖剣士 ケルディオ』（2012年、チャオブー）、『劇場版ポケットモンスター ベストウイッシュ 神速のゲノセクト ミュウツー覚醒』（2013年、チャオブー）
6. ↑  『平安幻想異聞録』『ヒカルの碁2』『院生頂上決戦』（2002年）、『ヒカルの碁3』（2003年）
7. ↑  『のび太の恐竜2006 DS』（2006年）、『のび太の新魔界大冒険DS』『ひみつ道具王決定戦!』（2007年）、『のび太と緑の巨人伝DS』『かいておぼえる ドラがな』（2008年）、『のび太と奇跡の島 〜アニマル アドベンチャー〜3DS』（2012年）、『のび太のひみつ道具博物館』（2013年）、『新・のび太の大魔境 〜ペコと5人の探検隊〜』（2014年）、『のび太の宇宙英雄記』（2015年）、『新・のび太の日本誕生』（2016年）、『のび太の南極カチコチ大冒険』（2017年）、『のび太の宝島』（2018年）、『ドラえもん のび太の牧場物語』[56]（2019年）、『ドラえもん のび太の牧場物語 大自然の王国とみんなの家』[57]（2022年）